# Релонкаві (затока)

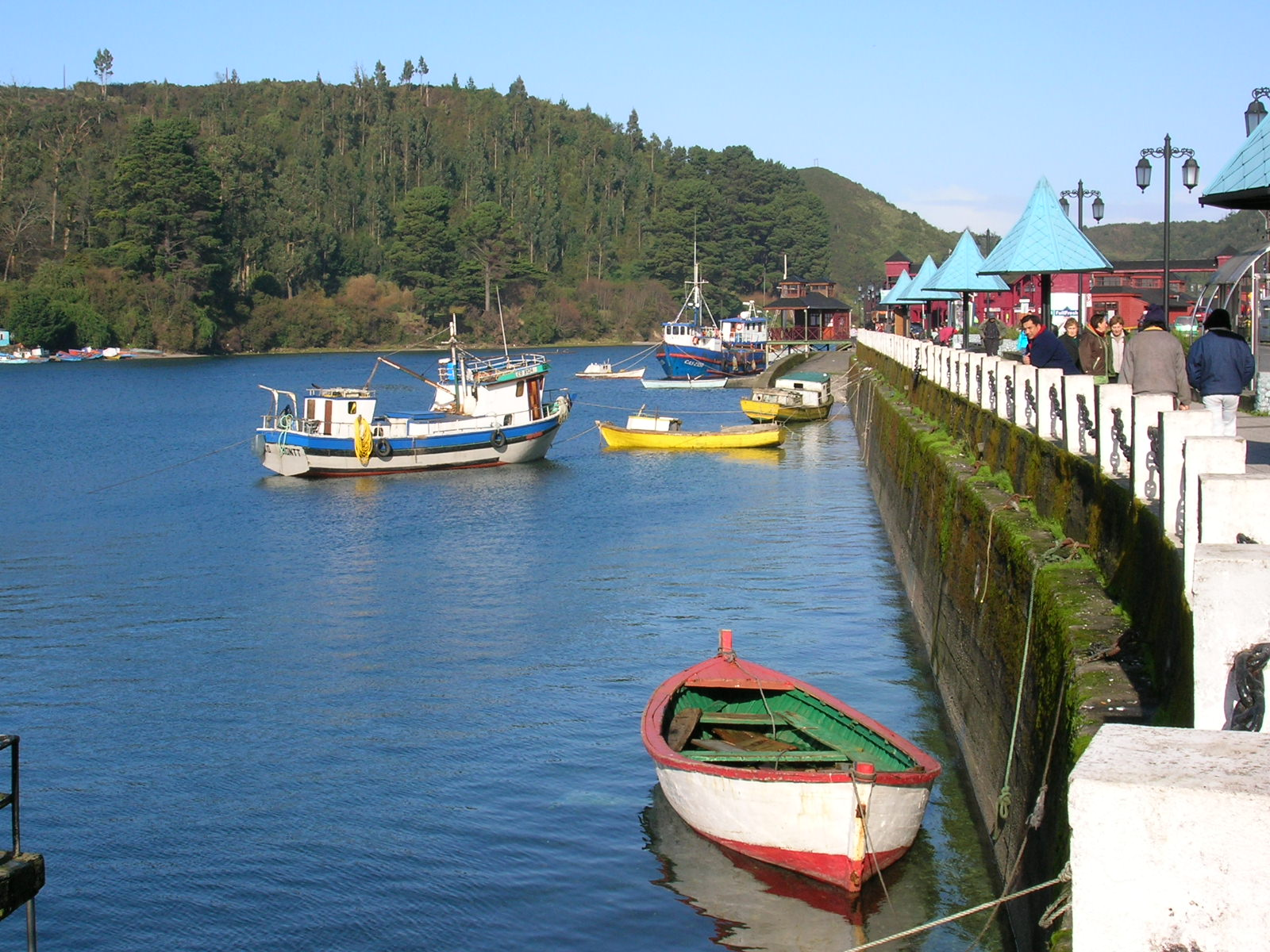
Затока у Пуерто-Монтт

Релонкаві́ (ісп. Seno de Reloncaví) — велика затока, розташована безпосередньо на південь від міста Пуерто-Монтт, X Регіон Лос-Лаґос, Чилі. У цьому місці Центральна долина Чилі опускається до Тихого океану. В затоці розташовано кілька островів, у тому числі Тенґло, Мейльєн і Ґуар. Острови Полукі та Кеульїн відділяють затоку від Анкудської затоки.
Уздовж східного берега затоки проходить Південна Автодорога, проте вона переривається у місці впадіння в затоку Естуарія Релонкаві. В цьому місці на березі затоки розташований Національний парк Алерсе-Андіно, батьківщина стародавніх дерев фіцройя.
| Чилі | Це незавершена стаття з географії Чилі. Ви можете допомогти проєкту, виправивши або дописавши її. |